# Alexandre Pato
Alexandre Rodrigues da Silva (sinh ngày 2 tháng 9 năm 1989 tại Pato Branco, Paraná), được biết đến nhiều nhất với tên Alexandre Pato, là một tiền đạo người Brasil. Hiện anh đang thi đấu tại câu lạc bộ São Paulo tại Campeonato Brasileiro Série A. Biệt danh của anh, "Pato", được lấy từ nơi anh sinh ra, Pato Branco.

## Tiểu sử
Pato bắt đầu chơi "bóng đá trong nhà" khi lên 4 tuổi. Và tài năng của cậu đã được biết đến khắp vùng Nam Brasil, bang Paraná. Sau khi được sự khen ngợi của rất nhiều nhà quản lý, tài năng trẻ này đã đến Porto Alegre, Rio Grande do Sul, để thử sức mình tại câu lạc bộ Internacional.
Năm 2000 khi Pato 10 tuổi, khi chụp X quang vì bị gãy tay thì người ta đã phát hiện ra rằng cậu có một khối u ác tính ở tay. Bác sĩ đã cho biết rằng khối u sẽ thành ung thư nếu không được cắt bỏ trong vòng 2 tháng. Gia đình cậu không đủ điều kiện để cho ca phẫu thuật cắt bỏ khối u đó, nhưng bác sĩ Paulo Roberto Mussi là một người bạn của gia đình cậu đã thực hiện ca mổ miễn phí. Đó là một việc đặc biệt có ý nghĩa vì đó là năm cốt yếu khi mà Pato đang theo đuổi sự nghiệp của một tiền đạo chuyên nghiệp tại Internacional.
Cậu lấy nick name là "Alexandre Pato" (chú vịt Alex) theo tên của thị trấn nơi cậu sinh ra.

## Sự nghiệp tại câu lạc bộ

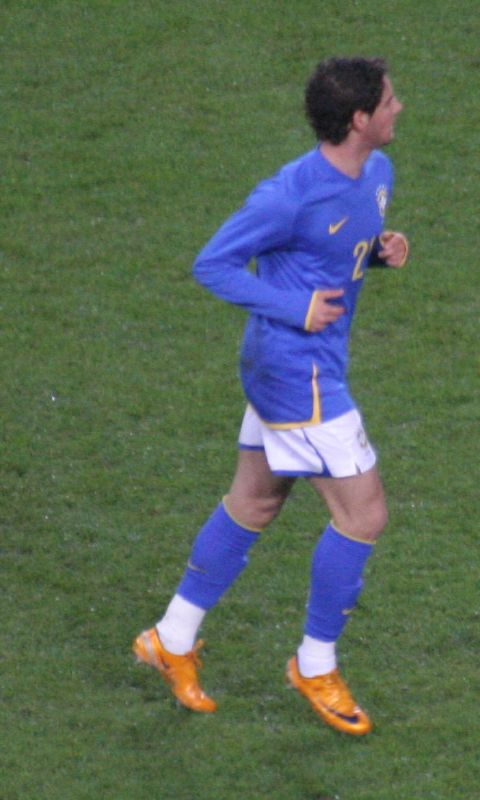
Alexandre Pato

### Internacional
Pato bắt đầu sự nghiệp ở Clb Internacional ở Porto Alegre, nơi mà cậu chơi cho cả đội thiếu niên và đội trẻ từ năm 2001-2007. Lần đầu xuất trận ở tuổi 17 Pato đã giúp cho Internacional thắng 4-1 trước SE Palmeiras vào ngày 26 tháng 11 năm 2006. Pato đã ghi bàn thứ hai cho Internacional tại giải thế giới các câu lạc bộ vào ngày 13 tháng 12 năm 2006 trong trận bán kết gặp Al-Ahly Cairo, và giúp đội giành thắng lợi 2-1 để lọt vào chung kết. Với bàn thắng đó Pato đã phá kỉ lục cầu thủ trẻ nhất ghi bàn của Pelé (17 tuổi 239 ngày trong trận gặp đội tuyển bóng đá quốc gia Wales 1958). Lúc ghi bàn Pato mới 17 tuổi 102 ngày. Pato trở thành sự chú ý của nhiều câu lạc bộ ở châu Âu như Juventus, Inter Milan, Chelsea F.C., Arsenal...

### AC Milan
Đương kim vô địch châu Âu A.C. Milan đã chính thức chiêu mộ được Pato vào ngày 2 tháng 8 tháng 2007. Cậu đã quyết định bởi ở đó có Kaka các thần tượng của cậu. Tuy nhiên theo quy định, phải đủ 18 tuổi mới được đá tại Serie A, nên đến tháng 1 tháng 2008 Pato mới có thể thi đấu cho Milan. Và trong lần đầu xung trận đó Pato đã đóng góp 1 bàn trong trận thắng S.S.C. Napoli 5-2 ngày 13 tháng 1 năm 2008. Anh tiếp tục ghi bàn trong trận đấu thứ hai của mình trong màu áo đỏ đen, và ghi bàn với một hiệu suất khá đều đặn sau đó. Năm 2009, anh giành danh hiệu Golden Boy (giải thưởng dành cho cầu thủ dưới 21 tuổi xuất sắc nhất năm).

### Corinthians
Sau 6 năm khoác lên mình chiếc áo đỏ-đen của AC Milan, Alexandre Pato đã không còn là một "Rossonero". Vào ngày 4 tháng 1 tháng 2013,CLB Brazil thông báo họ đã chính thức sở hữu tiền đạo 23 tuổi này với giá 15 triệu euro.Sau 150 lần ra sân với Milan, Pato đã ghi được 63 bàn.

### Chelsea
Pato thi đấu cho Chelsea giai đoạn lượt về Ngoại hạng Anh mùa giải 2015/16 bằng bản hợp đồng cho mượn từ Corinthians, kèm theo điều khoản mua đứt. Tuy nhiên, chân sút người Brazil không để lại dấu ấn và The Blues quyết định không tái ký hợp đồng.

### Villareal
Không lâu sau khi bị Chelsea trả lại, Corinthians đã tìm được đối tác để bán cựu tiền đạo AC Milan. Cụ thể, theo tiết lộ của Globo Esporte, Corinthians và Villarreal đã đạt được thỏa thuận chuyển nhượng chân sút 27 tuổi.
Theo đó, đội bóng Brazil sẽ bán 60% giá trị của Pato cho Tàu ngầm Vàng với mức phí 3 triệu euro. 40% giá trị còn lại sẽ thuộc về Pato, bởi những điều khoản cá nhân giữa cầu thủ này với Corinthians.
Việc chuyển tới Villarreal sẽ tạo cơ hội để Pato tiếp tục được chinh chiến tại sân chơi Champions League. Đội chủ sân El Madrigal đã kết thúc La Liga mùa 2015/16 ở vị trí thứ 4 trên BXH và sẽ tham dự sân chơi số 1 châu Âu từ vòng play-off.

## Sự nghiệp quốc tế
Pato giúp đội tuyển bóng đá Brasil giành thắng lợi trong giải trẻ của các nước Nam Mỹ. Anh được HLV Dunga gọi triệu tập cho Olympic ở Bắc Kinh. Anh ghi bàn thắng đầu tiên của mình cho đội tuyển quốc gia trong trận giao hữu với Thụy Điển trên sân Emirates vào ngày 26 tháng 3 năm 2008.